# Килкенни (город)
Килке́нни (англ. Kilkenny), или Киль-Ханий (ирл. Cill Chainnigh) — (средний) город в Ирландии, административный центр графства Килкенни (провинция Ленстер), а также его крупнейший город. Самый маленький город («сити») Ирландии и по размерам, и по населению. Центр рекреации и туризма. За пределами Ирландии известен благодаря красному пиву Kilkenny, которое здесь варят с 1710 года.
Получил статус города в 1609 году, в связи с чем в 2009 году было организовано юбилейное празднество.

## История
Название Килкенни произошло от ирландского Cill Chainnigh, что означает «церковь Каника». В VI веке ученый монах по имени Каник (Кайнех) основал монастырь в Агабо, куда около 1052 года была перенесена кафедра диоцеза Оссори. Оссори, также называемое Осрайге, было древним ирландским государством (княжеством), имевшим до XI века полунезависимый статус в рамках королевства Лейнстер. В 1178 году кафедра епископа была перенесена из Оссори в Килкенни, где был построен кафедральный собор Св. Каника.
Во времена норманнов Килкенни состоял их двух городов: ирландского и английского, объединившихся лишь в 1843 году. В английской части города в 1172 году была построена деревянная крепость. В 1195 году она была перестроена в замок Килкенни.
После начала Ирландского восстания 1641 года в защиту католической веры ирландский парламент переехал в Килкенни, который на короткое время стал фактической столицей Ирландии. Здесь была создана римско-католическая Конфедерация Килкенни. В 1650 году парламент потерпел поражение от армии Кромвеля. Об этом годе, переломном для города, рассказывает созданное в Килкенни мультфэнтези «Легенда о волках».
В 1985 и в 2014 году Килкенни выиграл конкурс среди городов Ирландии.

## География

### Климат
| Показатель              | Янв.  | Фев.  | Март | Апр. | Май  | Июнь | Июль | Авг. | Сен. | Окт. | Нояб. | Дек.  | Год   |
| ----------------------- | ----- | ----- | ---- | ---- | ---- | ---- | ---- | ---- | ---- | ---- | ----- | ----- | ----- |
| Абсолютный максимум, °C | 14,1  | 15,1  | 18,5 | 23,5 | 26,0 | 31,5 | 31,4 | 30,5 | 25,6 | 22,2 | 17,4  | 14,8  | 31,5  |
| Средний максимум, °C    | 7,7   | 7,9   | 10,0 | 12,4 | 15,1 | 18,1 | 19,9 | 19,6 | 17,2 | 13,9 | 10,1  | 8,4   | 13,4  |
| Средняя температура, °C | 4,6   | 4,8   | 6,1  | 7,9  | 10,3 | 13,3 | 15,2 | 14,7 | 12,6 | 10,0 | 6,4   | 5,3   | 9,3   |
| Средний минимум, °C     | 1,4   | 1,6   | 2,3  | 3,4  | 5,6  | 8,4  | 10,4 | 9,9  | 7,9  | 6,1  | 2,8   | 2,1   | 5,2   |
| Абсолютный минимум, °C  | −14,1 | −11,1 | −7,9 | −5,4 | −3,7 | 0,5  | 2,3  | 1,2  | −1,6 | −4,4 | −7    | −10,8 | −14,1 |
| Норма осадков, мм       | 87,0  | 65,7  | 62,8 | 51,6 | 61,9 | 50,5 | 52,7 | 70,7 | 72,5 | 85,5 | 74,0  | 88,0  | 822,9 |
| Источник: Met.ie        |       |       |      |      |      |      |      |      |      |      |       |       |       |

## Колледж Килкенни
Килкенни-колледж был основан в 1538 году и в настоящее время является школой смешанного типа обучения. Основал его владелец замка Килкенни — граф Ормонд. Ормонды принадлежали к верхушке англо-ирландской знати. По матери к этому роду принадлежала Анна Болейн, жена короля Генриха VIII.
Самые известные ученики колледжа посещали его практически одновременно, на рубеже XVII и XVIII веков: Джонатан Свифт, Уильям Конгрив, Джордж Беркли.

## Мультипликационная студия
Местная анимационная студия «Cartoon Saloon» была создана в 1998 году Томмом Муром, Полом Янгом и Норой Твоми. Первым проектом студии стал телесериал «Skunk Fu!» (2007-2008 годы). Сериал стал значительным событием в Ирландии и получил награду Irish Film and Television Awards 2008 в номинации Лучший анимационный фильм. Наибольшую известность студии принесли снятые здесь полнометражные мультипликационные фильмы «Тайна Келлс» (2009), «Песнь моря» (2014) и «Легенда о волках» (2020).

## Демография
Население — 22 179 человек (по переписи 2006 года). В 2002 году население составляло 20 735 человек. При этом, население внутри городской черты (legal area) было 8661, население пригородов (environs) — 13 518.
Данные переписи 2006 года:
| Общие демографические показатели |               |                               |                               |       |       |
| Всё население                    | Всё население | Изменения населения 2002—2006 | Изменения населения 2002—2006 | 2006  | 2006  |
| 2002                             | 2006          | чел.                          | %                             | муж.  | жен.  |
| 20 735                           | 22 179        | 1444                          | 7,0                           | 10974 | 11205 |

В нижеприводимых таблицах сумма всех ответов (столбец «сумма»), как правило, меньше общего населения населённого пункта (столбец «2006»).
| Религия (Тема 2 — 5 : Число людей по религиям, 2006) |             |                |             |            |        |        |
| Католики, чел.                                       | Католики, % | Другая религия | Без религии | не указано | сумма  | 2006   |
| 19 354                                               | 87,3        | 1507           | 813         | 505        | 22 179 | 22 179 |

| Этно-расовый состав (Этничность. Тема 2 — 3 : Постоянное население по этническому или культурному происхождению, 2006) |            |              |       |        |        |            |        |        |
| Белые ирландцы | Лухт-шулта | Другие белые | Негры | Азиаты | Другие | Не указано | сумма  | 2006   |
| 18 488 | 106        | 1878         | 229   | 297    | 271    | 504        | 21 773 | 22 179 |
| Доля от всех отвечавших на вопрос, %                                                                                   |            |              |       |        |        |            |        |        |
| 84,9 | 0,5        | 8,6          | 1,1   | 1,4    | 1,2    | 2,3        | 100    | 98,21  |

1 — доля отвечавших на вопрос о языке от всего населения.
| Владение ирландским языком (Тема 3 — 1 : Число людей от 3 лет и старше по способности говорить по-ирландски, 2006) |        |            |        |        |
| Владеете ли Вы ирландским языком?                                                                                  |        |            |        |        |
| Да | Нет    | Не указано | сумма  | 2006   |
| 8499 | 12 155 | 610        | 21 264 | 22 179 |
| Доля от всех отвечавших на вопрос о языке, %                                                                       |        |            |        |        |
| 40,0 | 57,2   | 2,9        | 100    | 95,91  |

1 — доля отвечавших на вопрос о языке от всего населения.
| Использование ирландского языка (Тема 3 — 2 : Говорящие по-ирландски от 3 лет и старше по частоте использования ирландского языка, 2006) |                                                            |                                               |                                               |                                               |                                               |                                               |       |                                     |        |
| Как часто и где Вы говорите по-ирландски?                                                                                                |                                                            |                                               |                                               |                                               |                                               |                                               |       |                                     |        |
| ежедневно, только в образовательных учреждениях                                                                                          | ежедневно, как в образовательных учреждениях, так и вне их | в других местах (вне образовательной системы) | в других местах (вне образовательной системы) | в других местах (вне образовательной системы) | в других местах (вне образовательной системы) | в других местах (вне образовательной системы) | сумма | всего, отвечавших на вопрос о языке | 2006   |
| ежедневно, только в образовательных учреждениях                                                                                          | ежедневно, как в образовательных учреждениях, так и вне их | ежедневно                                     | каждую неделю                                 | реже                                          | никогда                                       | не указано                                    | сумма | всего, отвечавших на вопрос о языке | 2006   |
| 2257 | 184                                                        | 202                                           | 532                                           | 3093                                          | 2113                                          | 118                                           | 8499  | 21 264                              | 22 179 |
| Доля от всех отвечавших на вопрос о языке, %                                                                                             |                                                            |                                               |                                               |                                               |                                               |                                               |       |                                     |        |
| 10,6 | 0,9                                                        | 0,9                                           | 2,5                                           | 14,5                                          | 9,9                                           | 0,6                                           | 40,0  | 100                                 |        |

| Типы частных жилищ (Тема 6 — 1(a) : Число частных домовладений по типу размещения, 2006) |          |         |                 |            |       |        |
| Отдельный дом                                                                            | Квартира | Комната | Переносные дома | не указано | сумма | 2006   |
| 7134                                                                                     | 798      | 46      | 11              | 223        | 8212  | 22 179 |

### Прозвище жителей
Жители Килкенни имели прозвище котов. По этому поводу был написан такой лимерик:
There once was two cats of Kilkenny

Each thought there was one cat too many

So they fought and they fit

And they scratched and they bit

'Til instead of two cats there weren’t any.
В свободном переводе:
Вот жили-были два кота в Килкенни,

Себя считая лучшим из породы,

Пытаясь вычеркнуть другого из природы,

Дрались они, не покладая лап и не жалея живота, пока

В Килкенни не осталось ни одного кота
В основе этого стихотворения лежит предание, что в средние века в Килкенни было два кошачьих племени, одно из которых жило в ирландском городе, а второе — в окруженном стеной английском, при этом кошки постоянно дрались друг с другом. Солдаты Кромвеля ради забавы ловили кошек, связывали их хвостами и заставляли драться. Ни одна из кошек не могла победить килкеннских.
Непобедимый кошачий дух стал ассоциироваться с чертами характера жителей Килкенни. С этим прозвищем связано название ежегодного юмористического фестиваля Cat Laughs, который проводится в Килкенни с 1994 года.

## Транспорт
- Местная железнодорожная станция была открыта 12 мая 1848 года[13].